# Sismo do Equador em 2016
Sismo do Equador em 2016 foi um sismo ocorrido em 16 de abril de 2016, com epicentro a 27 km da cidade de Muisne, capital da província de Esmeraldas, no Equador. O sismo teve uma magnitude de 7,8Mw na escala de magnitude de momento. Estruturas que estivessem próximas ao epicentro entraram em colapso. O governo equatoriano confirmou a morte de 670 pessoas, 12 492 feridos e 130 desaparecidos. Em Cali, na Colômbia, um mineiro também perdeu a vida devido a um desmoronamento em uma mina de ouro.  Cerca de 26 mil pessoas ficaram desabrigadas. Mais de oitocentos edifícios foram destruídos, outras seiscentas construções afetadas e 280 escolas sofreram danos, deixando mais de 120 mil crianças sem aulas, segundo o Unicef.
O tremor também foi sentido na Colômbia, especialmente em Cali, onde foram registrados cortes de energia.  Um alerta de tsunami foi emitido para Equador, Colômbia, Peru e Panamá. Posteriormente a ameaça de ondas gigantes foi descartada.
O presidente do Equador Rafael Correa declarou estado de emergência após o sismo. Treze mil militares foram enviados para operações de resgate. Os prejuízos foram estimados em mais de 3 bilhões de dólares, o que representa cerca de 3% do PIB equatoriano. Para financiar a reconstrução, o governo local anunciou que irá aumentar impostos, porém segundo a agência de risco Moody's, tais medidas não serão suficientes e a economia do Equador, que já apresentava dificuldades, poderá se deteriorar ainda mais. As cidades mais afetadas foram Pedernales, Portoviejo e Manta, onde muito pouco ou nada resistiu ao tremor.
A ONG Care também alertou para um risco de epidemias de dengue e zika, por haver água parada em meio aos destroços - meio propício para o desenvolvimento do mosquito Aedes aegypt.
Vários países, entre eles Espanha, Venezuela, Cuba, Colômbia, México, Brasil e Dinamarca enviaram ao Equador equipes especializadas em resgate, assim como ajuda humanitária.
Tremores são comuns no Equador, por estar localizado próximo à junção das placas tectônicas Sul-Americana e de Nazca, e que faz parte do Círculo de Fogo do Pacífico. Contudo, esse foi o terremoto mais intenso a atingir a região desde 1979.